# Des Walker
Desmond Sinclair 'Des' Walker (Hackney, 1965. november 26.) volt angol válogatott középhátvéd. Pályafutását egy kis olaszországi kitérő kivételével, két egyesületnél töltötte. Nevelőegyesülete a Nottingham Forest, valamint a Sheffield Wednesday is beválasztotta a Hírességek Csarnokába.

## Pályafutása

### Nottingham Forest
Walker 18 éves korában debütált a Nottingham Forest 1983-84-es idényében, ahol a Vörösök a harmadik helyen végeztek, így kvalifikálta magát az UEFA-Kupába.
Nagyiramú, kemény és agilis középhátvédként hamar lépdelt felfelé a langlétrán.
1988-ban kitűnő teljesítményt nyújtott az egész idény folyamán, az FA kupa elődöntőjében pedig olyan pazar játékot produkált, hogy Bobby Robson rögtön behívta a Háromoroszlánosok keretébe.
Az 1989-es szezon felemásra sikeredett, hiszen a bajnokságban elért harmadik helyezésükkel, szintén jogot nyertek volna az UEFA-kupa szereplésre, viszont az angol csapatok száműzetése miatt nem vehettet részt az európai kupaküzdelmekben. A Ligakupa elhódításában is hatalmas szerepelt vállalt, viszont a hat nappal későbbi Liverpool elleni FA kupa elődöntőn történt tragédia beárnyékolta a szezont.
A következő évben megvédte csapatával a Ligakupát és, bár a bajnokságban a Forest kiábrándítóan szerepelt, Bobby Robson behívta a világbajnokságra utazó keretébe.
A Tottenham elleni 1991-es angol FA-kupa döntő 94. percében öngól vétett, így az európai szereplés ismét elmaradt.
1989-1992-ig négy alkalommal választották az Év Csapatába Angliában.

### Sampdoria
1992-ben igazolt Olaszországba, a Sampdoria csapatába, ahol általában szélsőhátvédként számítottak rá, és a poszt váltás a válogatottban negatív mértékben volt észlelhető.

### Sheffield Wednesday
Egy esztendő elteltével visszatért a ködös Albionba és a Sheffield Wednesday-t szolgálta nyolc éven- és 309 mérkőzésen keresztül.
2002-ben még visszament régi együtteséhez a Forest-hez, majd 2004-ben befejezte karrierjét.

### A válogatottban
Az olaszországi világbajnokságon végre elérkezett bemutatkozása a nemzetközi porondon, mind a hét mérkőzésen pályára lépett, az elődöntőig segítve csapatát, végül a negyedik helyen végeztek. Ez volt az angolok második legsikeresebb világbajnoksága.
Butcher visszavonulása után Walker lett a védelem központja és mindössze négy év alatt elérte az 50 válogatott szereplést, amire Angliában még nem volt példa akkoriban.
Az 1994-es vb selejtezőin számos hibát vétett, mely nagy részben hozzájárult fontos pontok elhullajtásához. A lengyelek elleni mérkőzésen ajándék gólt adott, Hollandia a 85. percben egyenlített a Walker révén megítélt büntetőből, Norvégia ellen, -míg a bíróval vitatkozott- Leonhardsen gyorsan elvégzett szabadrúgásából gól született, San Marino pedig 8 másodperc alatt használta ki hibáját (igaz ezt a mérkőzést később 7-1-re nyerték az angolok). Anglia nem jutott ki a világbajnokságra és a szurkolók sem vették védelmükbe pár évvel ezelőtti kedvencüket. Des 59 szereplés után lemondta a válogatottságot, bár még 11 szezont játszott utána Angliában.

## Sikerei, díjai
Nottingham Forest
- Ligakupa (2)
  - 1989, 1990

## Fordítás
- Ez a szócikk részben vagy egészben  a   Des Walker című angol Wikipédia-szócikk fordításán alapul.  Az eredeti cikk szerkesztőit annak laptörténete sorolja fel. Ez a jelzés csupán a megfogalmazás eredetét és a szerzői jogokat jelzi, nem szolgál a cikkben szereplő információk forrásmegjelöléseként.